# Al-Fatih-moskeen
Al-Fatih-moskeen (også kendt som Al-Fatih Islamisk Center og Al-Faith Store Moské; arabisk: مسجد الفاتح Masjid al-Fatih) i Manama i Bahrain er en af de største moskeer i verdenen med en kapacitet på op til 7.000 personer. 
Moskeen er det helligste sted i Bahrain og ligger tæt ved det kongelige palads hvor kong Hamad ibn Isa al-Khalifah bor. 
Den gigantiske kuppel på moskeens top er lavet af ren glasfiber og vejer over 60 tons hvilket gører den til den største kuppel af glasfiber i verdenen.

## Galleri
- Interiør i Moskeen.
- Interiør i Moskeen.